# Brettriedel
Le Brettriedel est une montagne culminant à 2 344 mètres d'altitude dans le massif des Alpes de Berchtesgaden, à la frontière entre l'Allemagne et l'Autriche.

## Géographie

### Situation
La montagne se situe dans le massif du Hoher Göll. La crête frontalière s'étend du Jägerkreuz en passant par le Hohes Brett, le Brettriedel, le Großer et le Kleiner Archenkopf jusqu'au Hoher Göll, le point culminant du massif.

## Ascension
La voie normale part de la Carl-von-Stahl-Haus en passant par le Hohe Brett puis vers l'est jusqu'au sommet.